# Marianne Cope

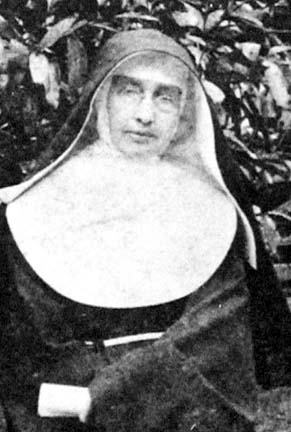
Hl. M. Marianne Cope

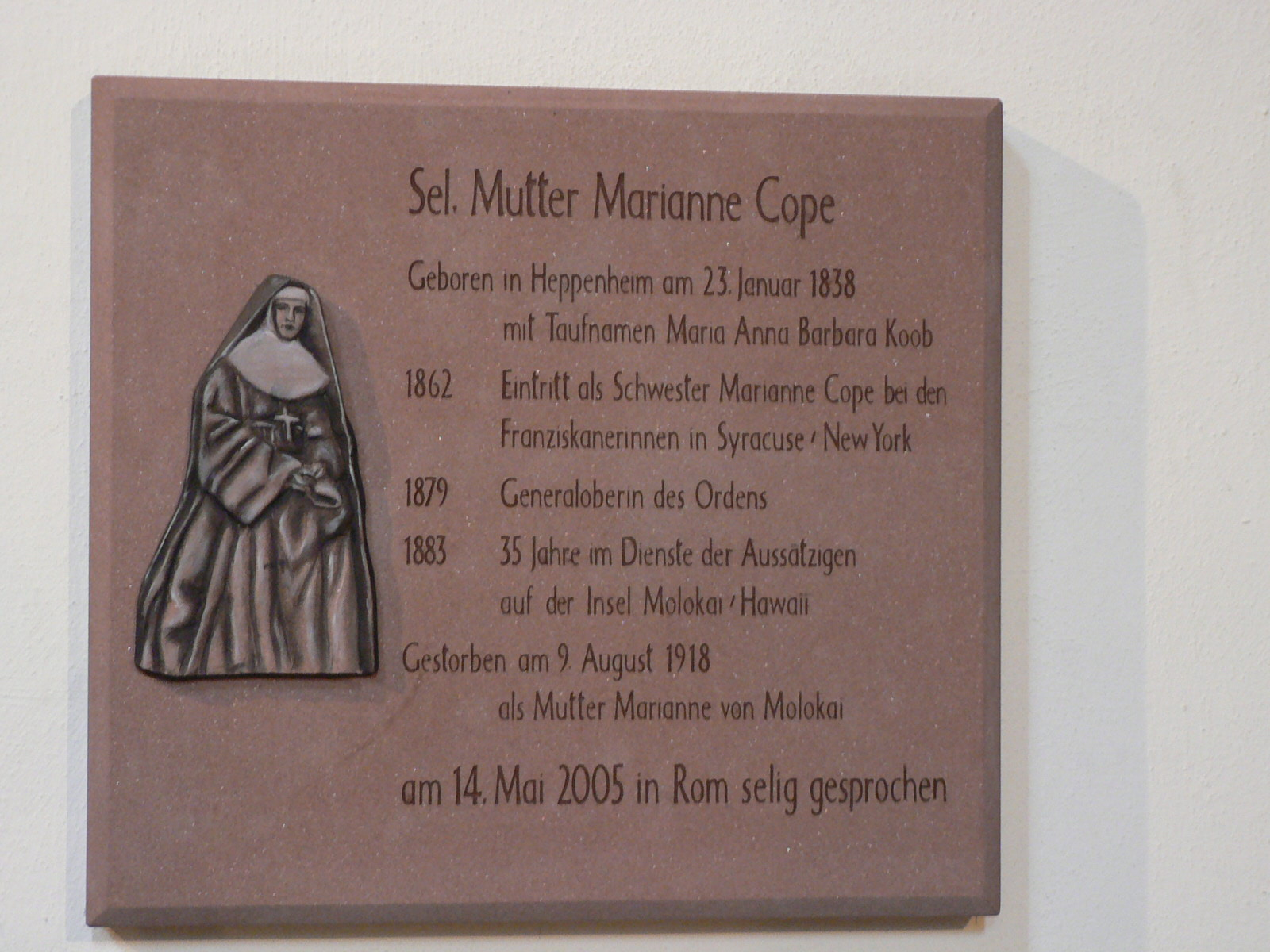
Gedenktafel in der Kirche St. Peter in Heppenheim (Bergstraße)

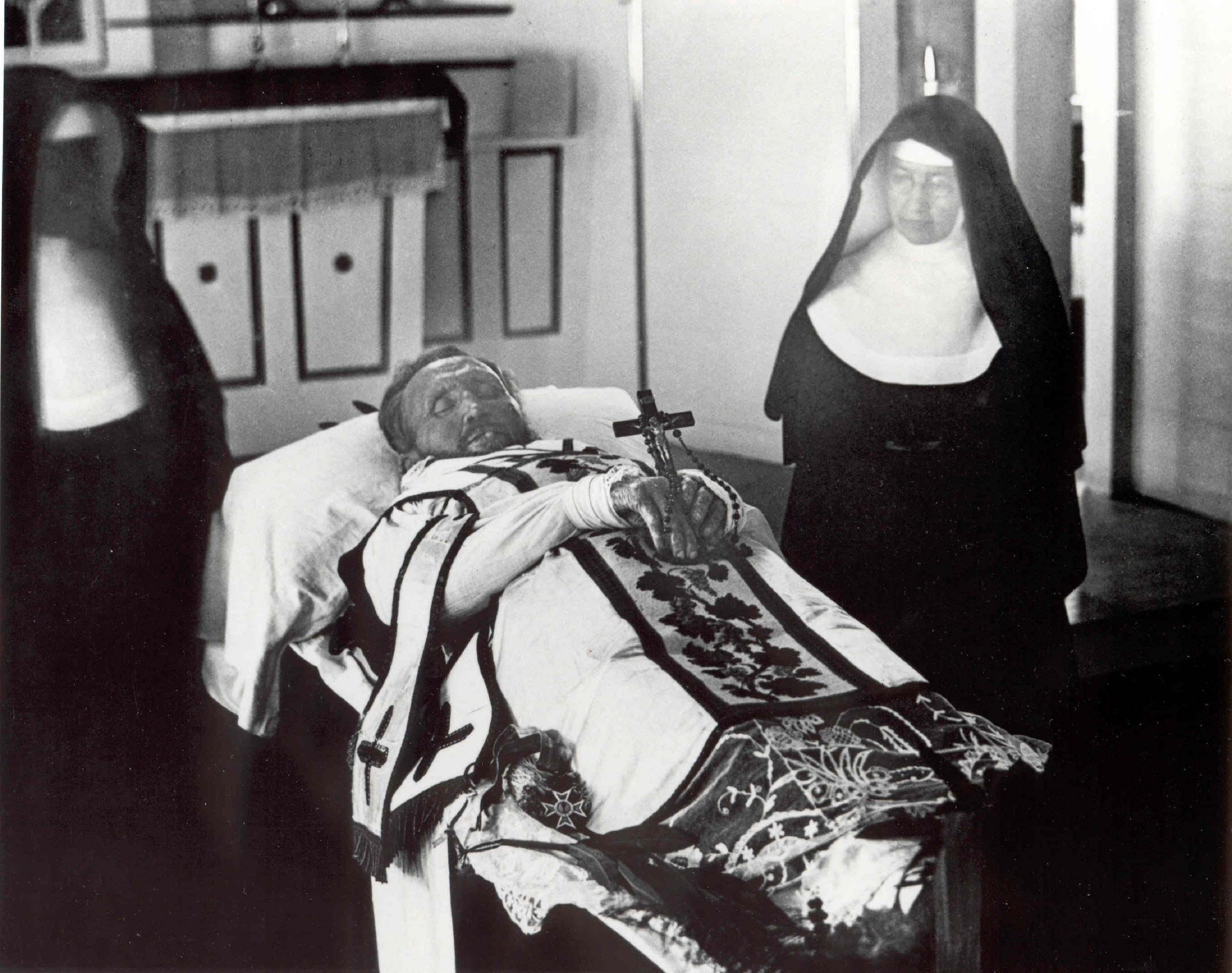
Sr. Marianne an der Bahre des hl. P. Damian de Veuster

Marianne Cope (* 23. Januar 1838 als Barbara Koob in Heppenheim, Hessen; † 9. August 1918 in Hawaii) war eine deutsch-amerikanische Ordensschwester. Sie wird in der katholischen Kirche als Heilige verehrt.

## Leben und Wirken
Marianne Cope wurde als fünftes Kind der Eheleute Peter und Barbara Koob in Heppenheim an der Bergstraße geboren. Die Familie Koob wanderte 1839 in die Vereinigten Staaten nach Utica im US-Bundesstaat New York aus und nahm dort später den Namen Cope als anglisierte Form des Namens an.
Im Jahre 1862 trat Barbara Cope in das St.-Antonius-Kloster der nordamerikanischen Franziskanerinnen ein und erhielt zur Einkleidung den Ordensnamen Marianne. 1875 wurde Sr. Marianne zur Oberin des St.-Joseph-Hospitals in Syracuse, New York, berufen, zwei Jahre später zur Generaloberin der Ordensprovinz gewählt.
Als M. Marianne Cope vom Schicksal der im damaligen Königreich Hawaiʻi lebenden Aussätzigen erfuhr, begab sie sich mit sechs weiteren Ordensschwestern und einer Laienhelferin am 23. Oktober 1883 auf die Hawaii-Insel Molokai, nachdem zuvor 50 andere Ordensgemeinschaften einen Einsatz abgelehnt hatten. Zur damaligen Zeit wurde noch angenommen, dass Lepra tödlich und hoch ansteckend sei. Dort widmete sie sich bis zu ihrem Lebensende der Pflege der Leprakranken, zu denen unter anderem der damals schon erkrankte Priester, der hl. Damian de Veuster, zählte. P. de Veuster hatte sich die Lepraerkrankung bei der Betreuung und Pflege der Kranken auf Molokai zugezogen. M. Marianne infizierte sich nicht mit der Lepra und starb nach langem Wirken auf Molokai am 9. August 1918 im Alter von 80 Jahren.

## Seligsprechung und Heiligsprechung
Der Postulator des im Jahre 1974 eingeleiteten Seligsprechungsprozesses war der italienische Franziskanerpater Ernesto Piacentini OFMConv. Am 14. Mai 2005 wurde M. Marianne Cope zusammen mit Ascensión del Corazón de Jesús als erste im Pontifikat Papst Benedikts XVI. seliggesprochen, nachdem zuvor noch Papst Johannes Paul II. der Seligsprechung zugestimmt hatte.
Im Dezember 2011 wurde ein Dekret Papst Benedikts über die Anerkennung eines weiteren Wunders auf die Fürbitte M. Mariannes veröffentlicht. Im Kardinalkonsistorium vom 18. Februar 2012 legte Papst Benedikt XVI. die Heiligsprechung fest. Sie erfolgte am 21. Oktober 2012.